# Voljavec Riječki
Voljavec Riječki je naselje u Hrvatskoj u sastavu općine Svetog Petra Orehovca. Nalazi se u Koprivničko-križevačkoj županiji. 

## Zemljopis
Južno je Selnica Miholečka, jugozapadno je Podvinje Miholečko, zapadno je Lukačevec, zapadno-sjeverozapadno su Nemčevec i Barlabaševec, sjeverno je Bogačevo Riječko, sjeverno je Bogačevo, istočno je Sveti Petar Orehovec, istočno-jugoistočno je Orehovec.

## Stanovništvo
| broj stanovnika | 23    | 26    | 29    | 28    | 34    | 40    | 37    | 41    | 45    | 41    | 39    | 39    | 40    | 35    | 30    | 29    | 25    |
|                 | 1857. | 1869. | 1880. | 1890. | 1900. | 1910. | 1921. | 1931. | 1948. | 1953. | 1961. | 1971. | 1981. | 1991. | 2001. | 2011. | 2021. |